# Samuel C. Bradford
Samuel Clement Bradford (* 10. ledna 1878, Londýn – 13. listopadu 1948) byl anglický knihovník, objevitel Bradfordova zákona rozptylu.

## Životopis
Na Londýnské univerzitě vystudoval chemii a získal zde doktorský titul. Od roku 1899 pracoval v Science Museum v South Kensingtonu, zdejší knihovnu řídil od roku 1925 do svého odchodu do důchodu v roce 1937. Dokázal shromáždit jednu z největších sbírek vědecké literatury v Evropě a zasadil se o zavedení desítkové klasifikace. Byl činný v různých grémiích zabývajících se dokumentační vědou.
V knihovní vědě je známý především díky Bradfordově zákonu rozptylu, ve kterém v roce 1934 popsal rozdělení článků v jednotlivých tématech podle různých odborných časopisů.

## Dílo
- Bradford, Samuel C.: Documentation. London: Lockwood, 1948.